# Авахи на Клийз
Авахи на Клийз (Avahi cleesei или Бемарахански авахи) е вид бозайник от семейство Индриеви (Indriidae). Видът е застрашен от изчезване.

## Разпространение и местообитание
Разпространен е в Мадагаскар.